# ترمس أشهب
الترمس الأشهب (باللاتينية: Lupinus luteolus) نوع نباتي يتبع جنس الترمس من الفصيلة البقولية المعروفة بقدرتها على تثبيت النيتروجين الجوي من خلال بكتيريا المستجذرة.
موطنه غرب أمريكا الشمالية في ولايتي أوريغون وكاليفورنيا في الولايات المتحدة.

## الوصف النباتي
النبات عشبي يصل ارتفاعه أحياناً إلى متر ونصف. الأوراق مركبة كفية. الساق موبرة. النورة عذقية. أزهار صفراء شاحبة أو لامعة. الثمرة قرن يحتوي عادة على بذرتين.